# 湛自正
湛自正（16世紀—17世紀），字率甫，廣東廣州府增城縣沙貝人，明朝政治人物。

## 生平
湛自正少年聰穎，操守端正，是萬曆十三年（1585年）乙酉科廣東鄉試舉人，授武平教諭，有聲譽，又賑濟貧困令人心歸屬，受聘為湖廣鄉試同考官，取錄者皆知名士子，陞平南知縣，為政清簡，人民安於其治理，再陞九江同知，因母親逝世回鄉，後來不再出仕，在四望岡建屋彈琴讀書自娛，九十三歲才去世，著有《湛伯子草》。

## 引用
1. 1 2  民國《增城縣志·卷十九·人物二》：湛自正，字率甫，沙貝人，少穎悟而操履端重，中萬厯乙酉舉人，授福建武平教諭，以學行聞，以聘充湖廣鄉試同考官，所拔皆知名士，陞廣西平南縣知縣，政簡刑平，民安其治，丁內艱歸，為之立祠志遺愛焉，搆別墅于四望岡，彈琴讀書以自娛，絕跡公府，至里閈有不平事輒能鋤抑強梗，孤弱賴之，年九十三歲卒，所著有《湛伯子草》。
2. ↑  民國《武平縣志·卷七·官師表》：湛自正，增城人，甘泉先生裔孫，由舉人教諭武邑，鳴琴賦詩迥然自適，遊其門者如坐春風中，卻贄賑貧，士心攸屬，陞南平令、九江郡丞。